# 花柳壽輔 (初代)
初代 花柳 壽輔（しょだい はなやぎ じゅすけ、1821年3月22日（文政4年2月19日） - 1903年（明治36年）1月28日）は、日本舞踊家、振付師。日本舞踊花柳流の初世家元。江戸期から明治初期にかけて『勧進帳』『船弁慶』など多くの舞台において振付を行い、舞踊界、歌舞伎界の中心的な役割を果たした。　

## 経歴

### 幼年期から役者へ
1821年（文政4年）、江戸の玩具商・三国屋清兵衛の長男として生まれる。4歳の頃に浅草・吉原 (東京都)の台屋（仕出し屋）「魚吉」を営む鶴間吉五郎の養子に出される。吉原という場所柄、芸事を好んだ吉五郎の勧めにより、6歳から四代目西川扇蔵に師事。同時に西川芳松（にしかわ よしまつ）という芸名を与えられる。1828年、七代目市川團十郎に見込まれて役者となり、実家の「魚吉」にちなみ市川鯉吉（いちかわ こいきち）と名付けられる。役者としての修行を積み大舞台への進出を狙っていたが、1839年に養父・吉五郎が急死。当時の役者は大成するために大阪へ行って修行することが通例となっていたが、養母を連れての大阪修行は無理と考え、役者を続けることを断念。扇藏の元に戻って西川芳次郎（にしかわ よしじろう）を名乗り、江戸で舞踊家として身を立てることになった。

### 振付師としての活躍
翌1840年、五代目市川海老蔵を襲名した七代目團十郎による『勧進帳』の初演が行われ、芳次郎は扇藏の助手として振り付けに関わる。勧進帳の一節「延年の舞」は芳次郎の振り付けといわれており、わずか20歳の新人としては異例の抜擢だった（ただし後の壽輔の直弟子・花柳芳三は、助手の身だった芳次郎に振り付けは無理ではないかと見ている）。この『勧進帳』への参加が後の振付において大きな経験となり、また海老蔵ら当時一流の役者達に見込まれたことによって、振付師としての大成に向けた下地が作られた。
その後も扇藏の元で振付師として研鑽を続け、いつしか芳次郎は西川流の跡継ぎと見込まるようになった。しかし1845年に扇藏が49歳で急死すると、西川巳之助（後の五代目西川扇藏）ら兄弟子らとの間で争いとなり、讒言された芳次郎は西川流を破門されてしまう。破門の正確な時期は明らかになっておらず、1845年の扇藏が没した直後ともいわれるが、1847年8月まで歌舞伎の振付を西川芳次郎の名で行っていた記録もあり、破門はこの頃ともいわれる。いずれにせよ破門された直後は振付ができず、かつて育った吉原に戻り、芸妓に舞踊を教えていたといわれる。

### 花柳流創立
1848年4月、中村座の公演にて、初めて花柳芳次郎の名が番付に載り、これが花柳流の始まりといわれる。「花柳」という姓は、吉原きっての遊女屋の主人だった玉屋山三郎の雅号「花柳園清喜」が由来で、吉原に戻った芳次郎を贔屓にしていた玉屋が、自らの雅号を名乗るよう勧めたといわれる。振付師に戻った芳次郎は、玉屋やかつて縁のあった役者たちの後ろ盾を得て、次第に活躍の場を広げる。特に十二代目市村羽左衛門、四代目中村歌右衛門は芳次郎の技量を買い、羽座衛門は自らが座元を務める市村座の立振付師に芳次郎を採用した。加えて1849年には、天保の改革によって江戸を追放されたかつての師・幡谷重蔵（七代目市川團十郎）が江戸に戻る。重蔵は自らの俳号「壽海老人」の一字を芳次郎に贈り、同年9月から番付には「花柳壽助」の名が載るようになった。有力な後援者を数多く得た壽助は、江戸三座全てで振付をつとめるようになる。
1860年には名を「花柳壽輔」に改めたが、理由は定かではない。振付師としての地位を築いた壽輔は、ひとつの芝居における振付全てを自分ひとりで請け負い、さらに音楽などの演出も担当する形を取った。当時は役者と振付師の個人的な関係が重んじられたため、同じ舞台に上がった役者でもそれぞれ異なる流派の振付師がつくことが珍しくなかった。壽輔はこうした形式を改めることで、舞台の一貫性を生み出した。

### 明治初期の活躍
時代が明治に移ると、壽輔の活動は最盛期を迎える。1873年に長男の芳次郎が29歳で病没するなどの不幸があったが、『ガス燈』や『写真師』など、文明開化によって生み出された新たな風俗を題材にした舞台やかっぽれの振りを取り入れた舞踊など、新たな時代の舞踊を生み出した。演劇改良運動によって、歌舞伎の荒唐無稽を廃し史実を尊重した、能形式の松羽目物が生み出されると、壽輔はかつて同じく能形式の『勧進帳』制作に携わった経験を活かし、作家の河竹黙阿弥、長唄の二代目杵屋正次郎と組んで『船弁慶』などの松羽目物作品を次々と世に送り出す。
しかしこの頃、当時トップの役者だった九代目市川團十郎と、舞台の表現を巡って対立することになる。維新後の全く新たな舞台を作ろうと考えた團十郎と、それに協力してきたとは言えこれまでの伝統を受け継いできた壽輔の対立は、いつしか両者の間に決定的な溝を生み出すことになった。九代目は壽輔を差し置いて、むしろ二代目藤間勘右衛門を引き立てるようになり、加えて壽輔の老いも影響し、花柳流の勢力は徐々に藤間流に取って代わられるようになった。1892年には妻を亡くし、翌1893年には共に長く活躍した黙阿弥が死去、壽輔もかなり意気消沈したといわれる。

### 二世誕生と晩年
実子夭折後、養子を迎え三代目芳次郎を継がせたが、1894年、73歳になった壽輔と晩年の女性とめとの間に、次男芳三郎（後の二代目壽輔）が産まれた（養子とは1905年頃に離縁し、芳次郎の名跡は養女花柳つるに継がせた）。壽輔は芳三郎を溺愛し、またこれを励みに再び活動を活発にする。1897年頃には明治座の専属振付師となり、初代市川左團次らの振付を行う。しかし老いには勝てず、1901年7月に初代市川猿之助へ向けた『釣女』への振付が、振付師として最後の仕事となる。この頃には、既に花柳流の勢力はかなり衰えていた。持病の腎臓炎が再発した壽輔は寝たきりとなり、1903年1月28日死去。享年83。
この年には壽輔と共に明治初期の歌舞伎をリードした五代目尾上菊五郎、九代目團十郎が世を去り、さらに翌年には初代市川左團次が死去。壽輔や「團菊左」が相次いで世を去ったことで、明治歌舞伎は終焉を迎える。

## 人物
頑固で芸に厳しい性格だった壽輔は、芸のためには努力を惜しまなかった。台本を深く理解するために読み書きを覚え、踊りの拍子を学ぶために独学で三味線の演奏を身に着けた。踊りそのものの技量にこれらの努力を加えた自信が、後に振付の枠を破り、舞台全体の演出を行うという形式に反映されることになる。この技量と気質には勝海舟が惚れこみ、西郷隆盛と並べて賞賛した。しかし音楽に注文をつけ、振りをつけにくい節を修正させるなど、演出の全てを舞踊中心にした手法には反発があり、邦楽の研究家・町田博三は壽輔の手法を非難した。
稽古が非常に厳しいことで知られ、「雷師匠」として役者や門弟に恐れられた。手には樫の棒を持ち、出来が気に入らなければすぐに手や足を打ったり、怒鳴りつけたりした。六代目尾上菊五郎は悔しさのあまり、稽古場にあった壽輔の木像を、こっそり扇子で殴って腹いせをしたといわれる。可愛がられていた息子の芳三郎でさえも、6歳になっての初稽古では何度も舞台から突き落とされたという。

## 商標登録
名跡となっている名前「花柳壽輔」及び「花柳寿輔」、壽輔が花柳として最初に名乗った芸名で名跡の「花柳芳次郎」、次男の芸名で名跡の「花柳芳三郎」と「花柳壽應」、養女の芸名で名跡の「花柳つる」、孫（次男の子）で3代目花柳壽輔となった「花柳若葉」は2008年12月26日より花柳寛の登録商標となっている（登録番号5192213、5192215、5192219、5192220、5192216、5192218、5192221、出願2007年7月24日)。